# Řečnický styl
Řečnický styl je styl veřejných projevů, jejichž hlavní funkcí je zaujmout a přesvědčit auditorium pomocí zvolených jazykových prostředků a argumentů racionální nebo citové povahy. Vyčlenil se z publicistického stylu, některé rysy jsou shodné. Zahrnuje všechny slohové postupy, přičemž žádný nepřevládá. Jeho funkce jsou:
- informativní, sdělovací – podává nové informace
- přesvědčovací, persvazivní – udává názory, postoje mluvčího, má přimět adresáta k jejich přijetí nebo alespoň k zamyšlení.

## Historie
Řečnický styl jako styl veřejných projevů se vyvíjel v souvislosti s politickými, kulturními a náboženskými změnami ve společnosti a stával se předmětem zájmu již od dob antiky. Po demokratických převratech (páté století př. n. l.) v řeckých městech jako byly například Syrakusy měl svobodný občan právo přednést svoji žádost u soudu nebo přesvědčit ostatní o svém názoru na shromážděních. Vzdělávání v řečnictví se věnovali například učitelé Teisiás nebo Gorgiás z Leontín. Jeho žák Ísokratés působil poté v Aténách. Vznikly první učební texty v dórštině k sestavování řečí soudních, čili politických nebo slavnostních. Jako první vyučovali metodu sofisté. Mezi významné řečníky tohoto období lze zařadit politika Solóna, Peisistrata, Themistokla nebo státníka Perikla. Již řecký filosof Aristotelés požadoval jasný řečnický styl, který odpovídal danému tématu. Svými „řečmi za nezávislost řeckých obcí“ se stal známým řečník a teoretik Démosthenés.
V dějinách starověkého Říma to bylo období krize římské republiky a jejího přechodu k císařství, ve kterém působili významní teoretici a praktici řečnictví jako Marcus Tullius Cicero a Marcus Fabius Quintilianus.
Antické řečnické umění ovlivnilo křesťanskou církev, církevní spisovatele a kazatelství až do středověku. Biskup a učenec Isidor ze Sevilly tvořil své dílo na základě spisů antických autorů (Cicerona, Quintiliana a dalších). Isidor ponechal výstavbě „řeči“ antickou definici (úvod, vypravování, dokazování a závěr). Kazatelské příručky, které vznikly během třináctého a čtrnáctého století definovaly základní strukturu kázání. Křesťanský kazatel měl na rozdíl od antických řečníků přesně daný způsob výkladu, již interpretovaný církevními autoritami. Neměl svobodu pro vlastní myšlenky. Až koncem šestnáctého století se řečnictví s ohledem na náboženské spory opět začalo vracet k antickému vzoru (Johann Reuchlin, Martin Luther).
Významným řečníkem byl Jan Hus. Jan Amos Komenský napsal v roce 1651 spis „ Zpráva o naučení v kazatelství“. Od středověku až do devatenáctého století patřilo řečnictví k naukám, které se vyučovaly na univerzitách. V devatenáctém století například český politik František Ladislav Rieger nebo František Palacký patřili mezi vůdce, řešící společenské a národní otázky v českých zemích.
Počínaje obdobím vědecké a následně průmyslové revoluce bylo snahou řečníků poučovat, hodnotit nebo přesvědčovat své posluchače na základě výstižně vyjádřených faktů, ať se jednalo o politickou, společenskou, přírodovědnou nebo technickou tematiku.

## Vymezení
Řečnický styl lze vymezit
- podle hlediska funkčního – tedy uplatněním dominantní funkce přesvědčovací (persvazivní), resp. získávací (apelativní, sugestivní) - těmito rysy se vyznačují i projevy písemné, poznamenané apelativností (např. novinové úvodníky, reklamy, ale i romány à la thèse, politická a agitační poezie)
- podle stylotvorných činitelů, které se v něm uplatňují – veřejného prostředí, mluvené podoby a převládající jednosměrnosti komunikace (od řečníka k auditoriu).

Řečnický styl je stylem komplexní povahy, sdílí příznačné vlastnosti s ostatními funkčními styly.
Se stylem uměleckým se shoduje využíváním obrazných prostředků (metafor, paradoxů, hyperbol, antitezí, větných paralelismů, opisných pojmenování, zvukových figur), se stylem publicistickým v úsilí o přesvědčivost a obecnou srozumitelnost, se stylem odborným a vědeckým v důrazu na rozvinutou argumentaci, se stylem běžně dorozumívacím ve snaze vyvolat dialogický a důvěrný kontakt (oslovováním auditoria, vkládáním osobních a citově zabarvených pasáží).

## Kompoziční výstavba textu
Výstavba textu používá výrazy vyjadřující věcné členění textu (po úvodu přednesu..., závěrem nezapomenu připomenout..., znovu si ještě shrneme..., dosud jsme se věnovali).
Výběr slov má být podřízen obecné srozumitelnosti a apelativnosti. Méně známé termíny lze doplnit synonymy nebo opisem. Charakteristické bývá používání hodnotících výrazů, také polemické nebo souhlasné odkazy na jiné texty. Argumentaci poslouží názorné příklady. Je vhodné zdůrazňovat názorovou shodu mezi řečníkem a posluchači použitím osobních zájmen (my všichni..., každý z nás...).

### Osnova projevu
- Úvod – oslovení posluchačů, seznámení s tématem a stanovení cíle řeči, přehledné rozvržení řeči
- Stať – rozvedení myšlenek tématu, uvedení možných námitek a jejich vyvrácení, zdůraznění hlavních tvrzení jako dokázaných
- Závěr – stručné shrnutí závěrů, kterých řečník dosáhl, emotivní působení na posluchače k dosažení cíle projevu (řeči)

Tato klasická osnova bývá realizována u delších projevů politických, kulturních a vědeckých, kdy často dochází k názorovému střetu řečníka s posluchači. Projevy seznamující s konkrétní událostí, s vědeckými poznatky a nebo projevy méně oficiální, nemusí striktně dodržovat osnovu. Upouští se například od uvedení námitek a jejich vyvracení.

## Základní zásady mluveného projevu
Projevy řečnického stylu jsou primárně určeny k přednesu, z hlediska adresáta k poslechu. Řečník musí dodržovat základní zásady mluveného projevu, a to jak jazykové, tak mimojazykové:
- základem je spisovný český jazyk
- naznačení sledu dílčích témat, samoúčelné neodbočování od tématu
- dostatečná hlasitost, správná artikulace
- zohlednění adresáta
- používání jazykových obratů udržující pozornost posluchačů a kontakt s nimi
- šetření tzv. parazitních slůvek a zvuků: zájmeno já, teda, vlastně, tak nějak, jinak, prostě, takže
- nevhodná jsou dlouhá souvětí
- délka projevu má být přiměřená situaci.
- podstatnou součástí projevu je také řeč těla, především mimika a gestikulace
- umění zacházet s trémou
- oční kontakt s posluchači[7]

## Řečnické útvary
Díky medializaci veřejného života se stále zvyšují nároky na mluvní pohotovost, osobitost a jazykovou kultivovanost. Klasičtí autoři rozlišovali řeči politické (poradní), soudní (forenzní) a příležitostné (oslavné), později se tato klasifikace obohatila o řeči duchovní (kázání), odborné (přednášky, debaty, polemiky) i o útvary písemné (traktáty, manifesty, otevřené dopisy).